# Moto iperbolico
In cinematica, il moto iperbolico è il moto di un corpo, o di un punto materiale, lungo una traiettoria iperbolica.

## Relatività ristretta

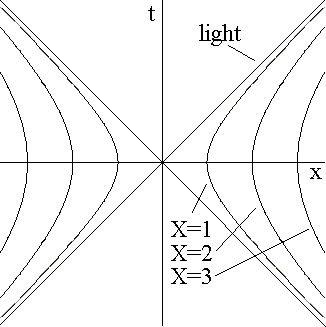
Moto iperbolico

Nell'ambito relatività ristretta un oggetto con accelerazione propria costante si muove di moto iperbolico, poiché la traiettoria dell'oggetto nello spaziotempo è un'iperbole, come si può vedere con un grafico di Minkowski. Il moto iperbolico è una caratteristica essenziale delle coordinate di Rindler utilizzate nella fisica relativistica.
L'accelerazione propria di una particella è definita come l'accelerazione che una particella prova, mentre  accelera da un sistema di riferimento inerziale a un altro.  Si dimostra che essa vale:
{\displaystyle \alpha ={\frac {1}{\left(1-u^{2}/c^{2}\right)^{3/2}}}{\frac {du}{dt}}},
dove {\displaystyle u} è la velocità istantanea della particella.  Risolvendo tale espressione per trovare l'equazione del moto si ottiene:
{\displaystyle x^{2}-c^{2}t^{2}=c^{4}/\alpha ^{2}},
che, appunto è un'iperbole.
Il moto iperbolico può essere facilmente rappresentato in un grafico di Minkowski, in cui il moto della particella accelerata è lungo l'asse {\displaystyle x}.  Nel grafico del moto iperbolico sono diagrammate le iperboli per i primi valori interi del parametro:
{\displaystyle X=c^{2}/\alpha }.